# Gerhard Becker (Schauspieler)

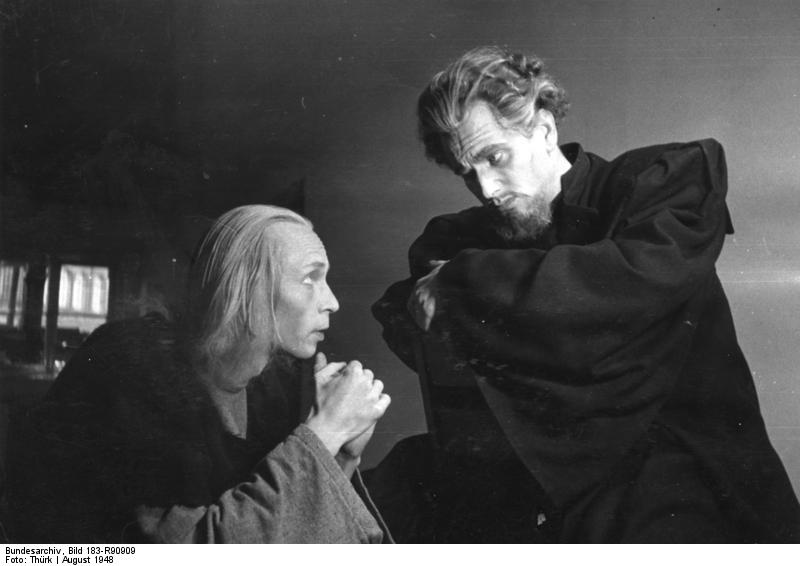
Walter Jupé (links) und Gerhard Becker in einer Inszenierung von Goethes Faust, 1948

Gerhard Becker (* 17. Mai 1915 in Stuttgart; † 10. März 1984 in Köln) war ein deutscher Schauspieler und Hörspielsprecher.

## Leben und Wirken
Becker gehörte als Schauspieler zur ersten Nachkriegsbesetzung am Nationaltheater Weimar; zur Wiedereröffnung am 28. August 1948 wurde Goethes Faust. Eine Tragödie aufgeführt mit Gerhard Becker als Faust und Walter Jupé als Famulus Wagner. 1950 spielte er den Philinte in Molières Der Menschenfeind; 1955 in Aldous Huxleys Das Lächeln der Gioconda, unter der Regie von Erich Fritz Brücklmeier am Württ. Staatstheater Stuttgart. Ferner trat er in George Taboris Die Kannibalen auf. Als Filmschauspieler war Becker in den Fernsehproduktionen Inspektor Hornleigh greift ein... (1961), Das Halstuch von Francis Durbridge (1962) und Daphne Laureola (1962, Regie Heinz Wilhelm Schwarz) zu sehen.
Zu seinen Haupttätigkeiten gehörte vor allem seine Arbeit als Hörspielsprecher, vorwiegend beim NWDR Köln und ab 1956 dessen Rechtsnachfolger dem WDR. Die ARD-Hörspieldatenbank listet über 300 Datensätze, in denen er als Mitwirkender aufgeführt ist.
Becker starb 1984 im Alter von 68 Jahren. Er wurde auf dem Kölner Südfriedhof in der Familiengrabstätte seiner 1968 verstorbenen Ehefrau Johanna, geborene Müller, beigesetzt. Beide hatten 1942 in Leipzig geheiratet.